# Mammillaria coahuilensis
Mammillaria coahuilensis är en kaktusväxtart som först beskrevs av Boed., och fick sitt nu gällande namn av Reid Venable Moran. Mammillaria coahuilensis ingår i släktet Mammillaria och familjen kaktusväxter. Inga underarter finns listade i Catalogue of Life.

## Bildgalleri

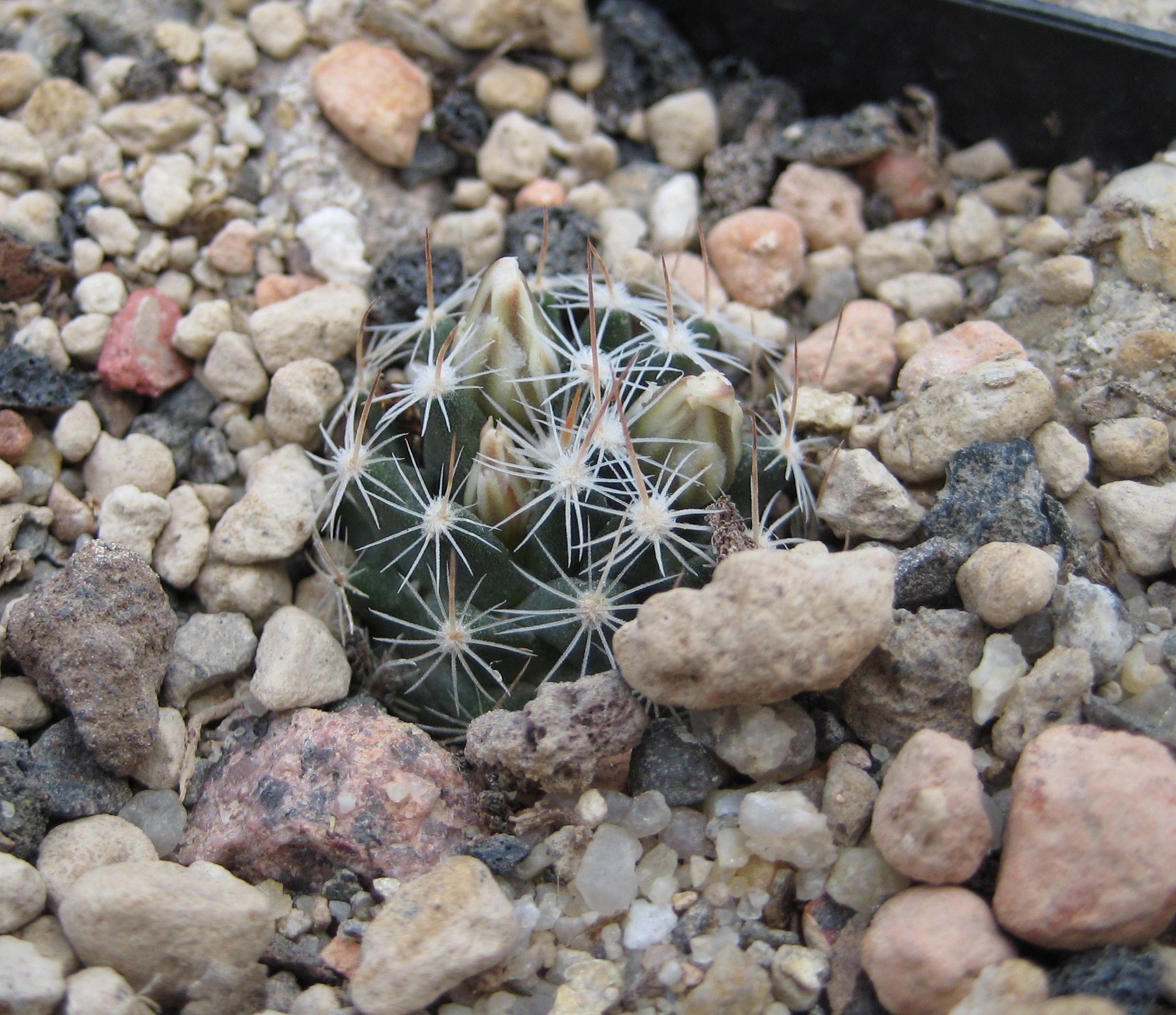
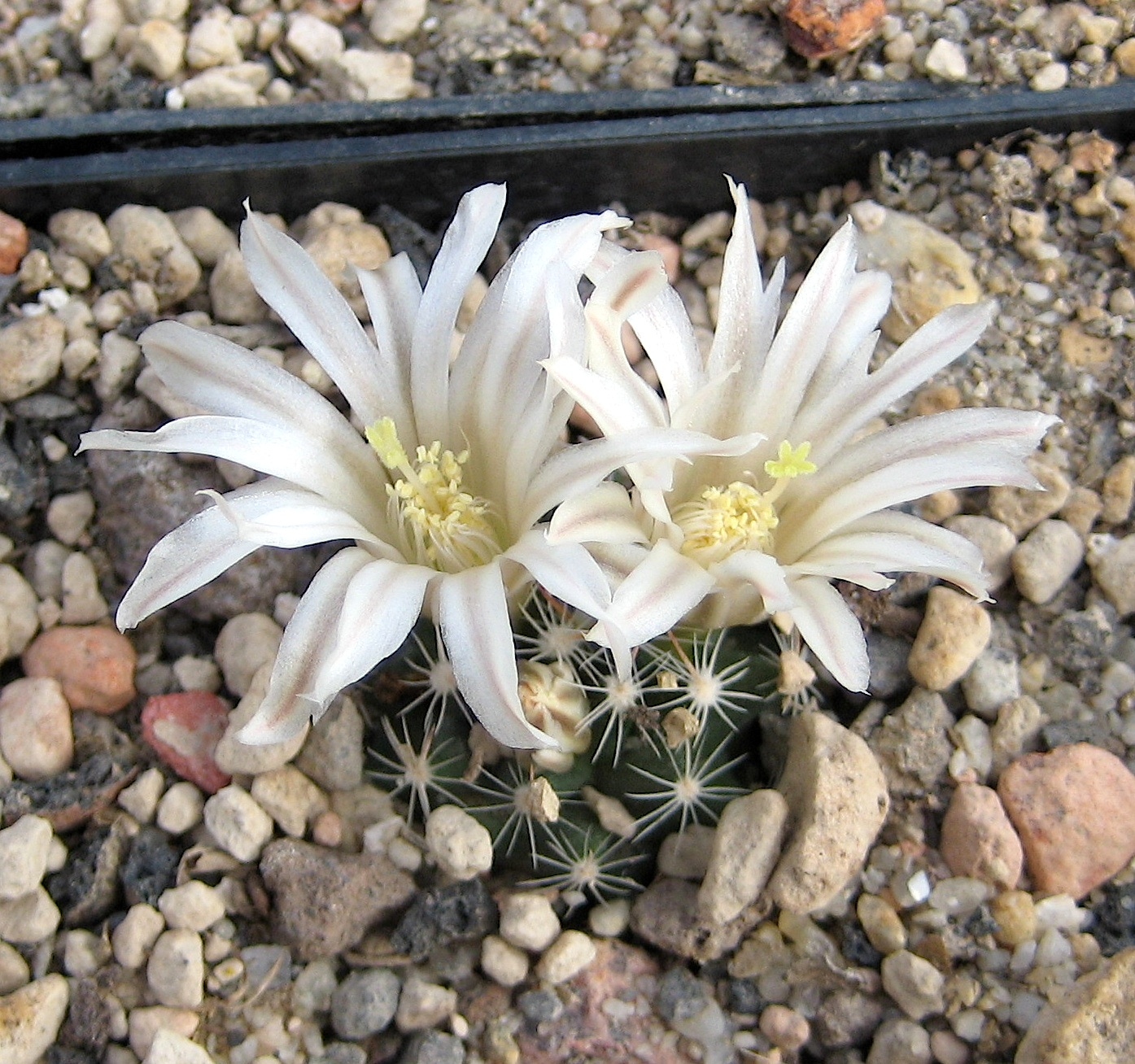
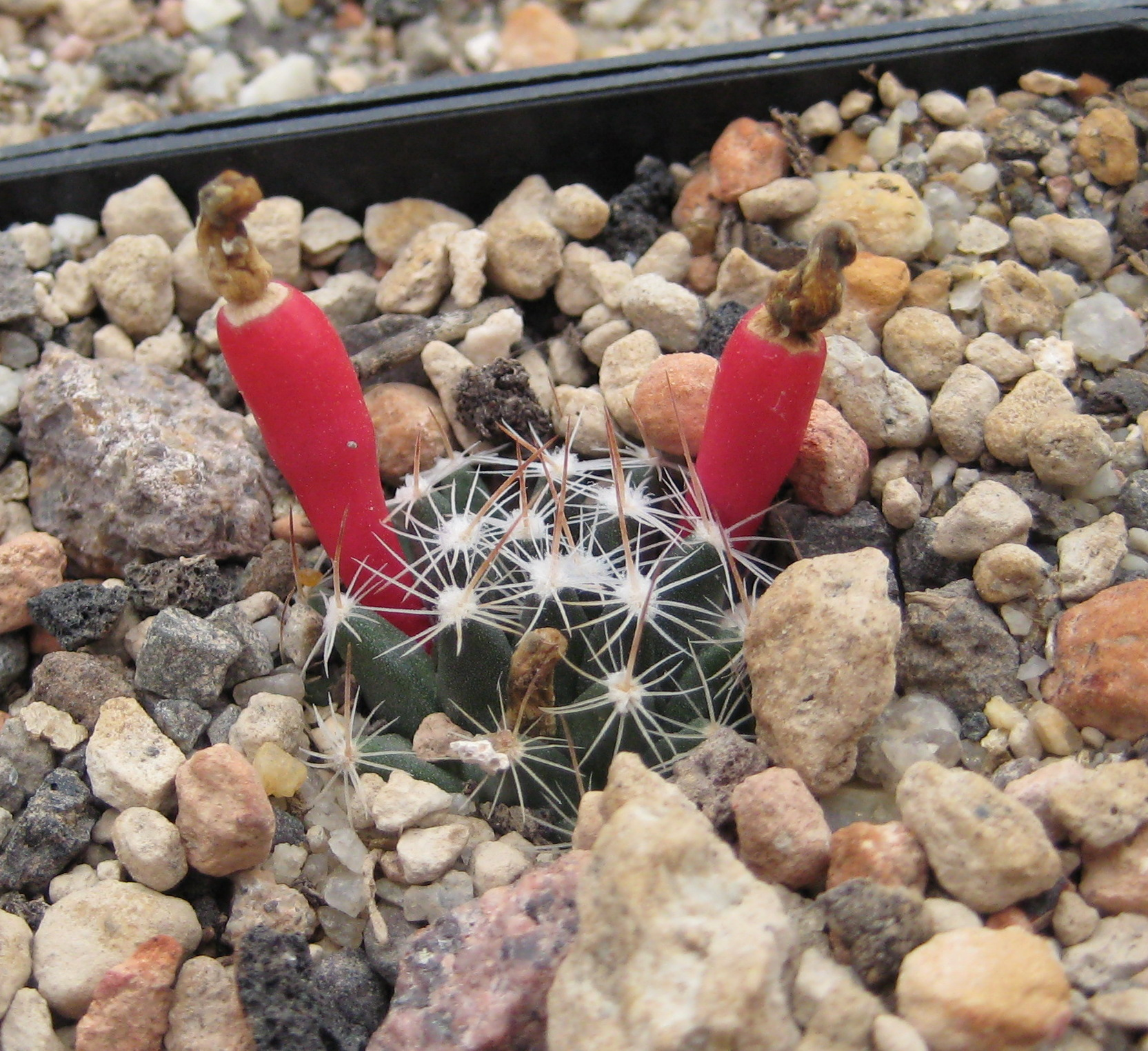
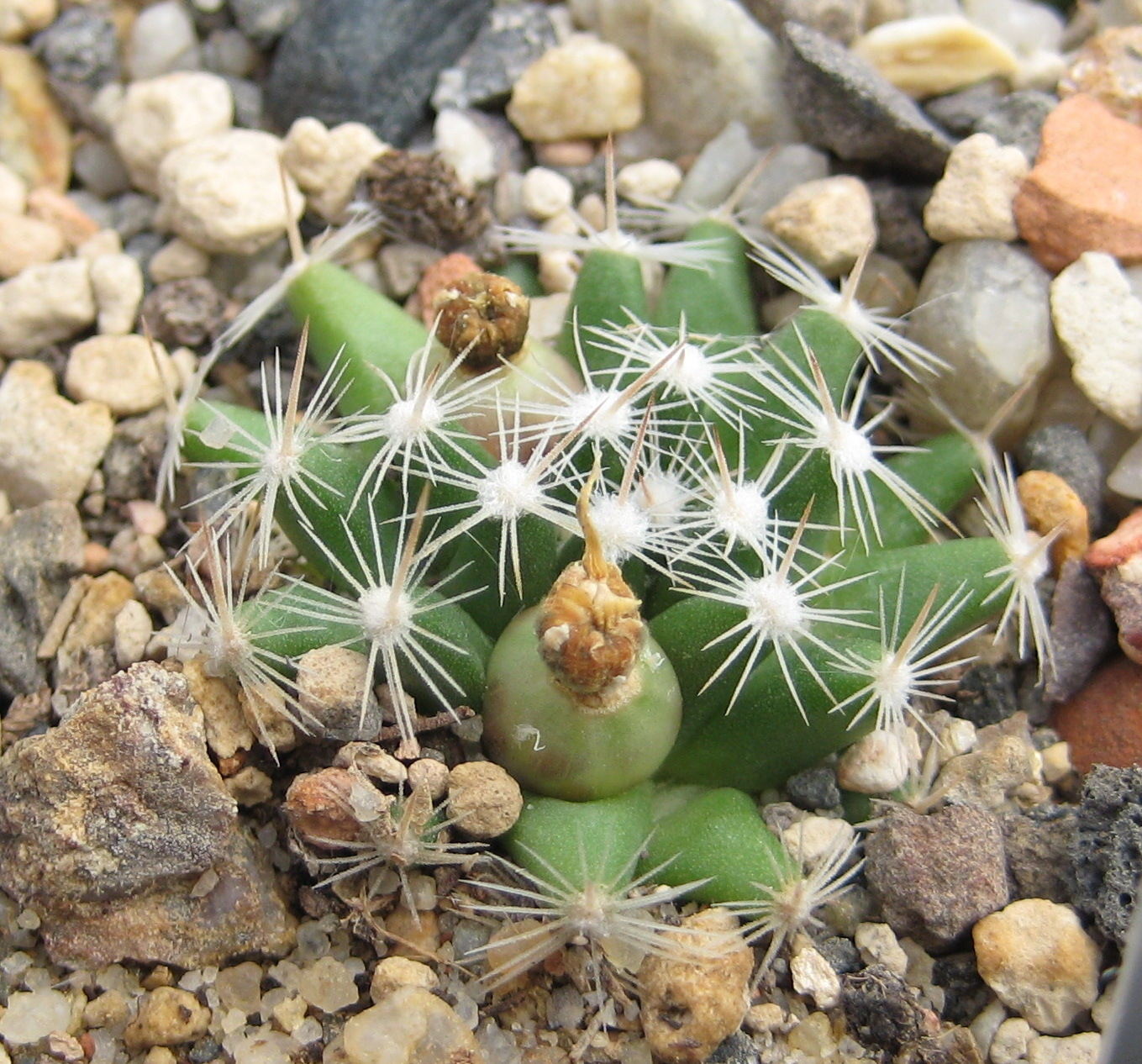
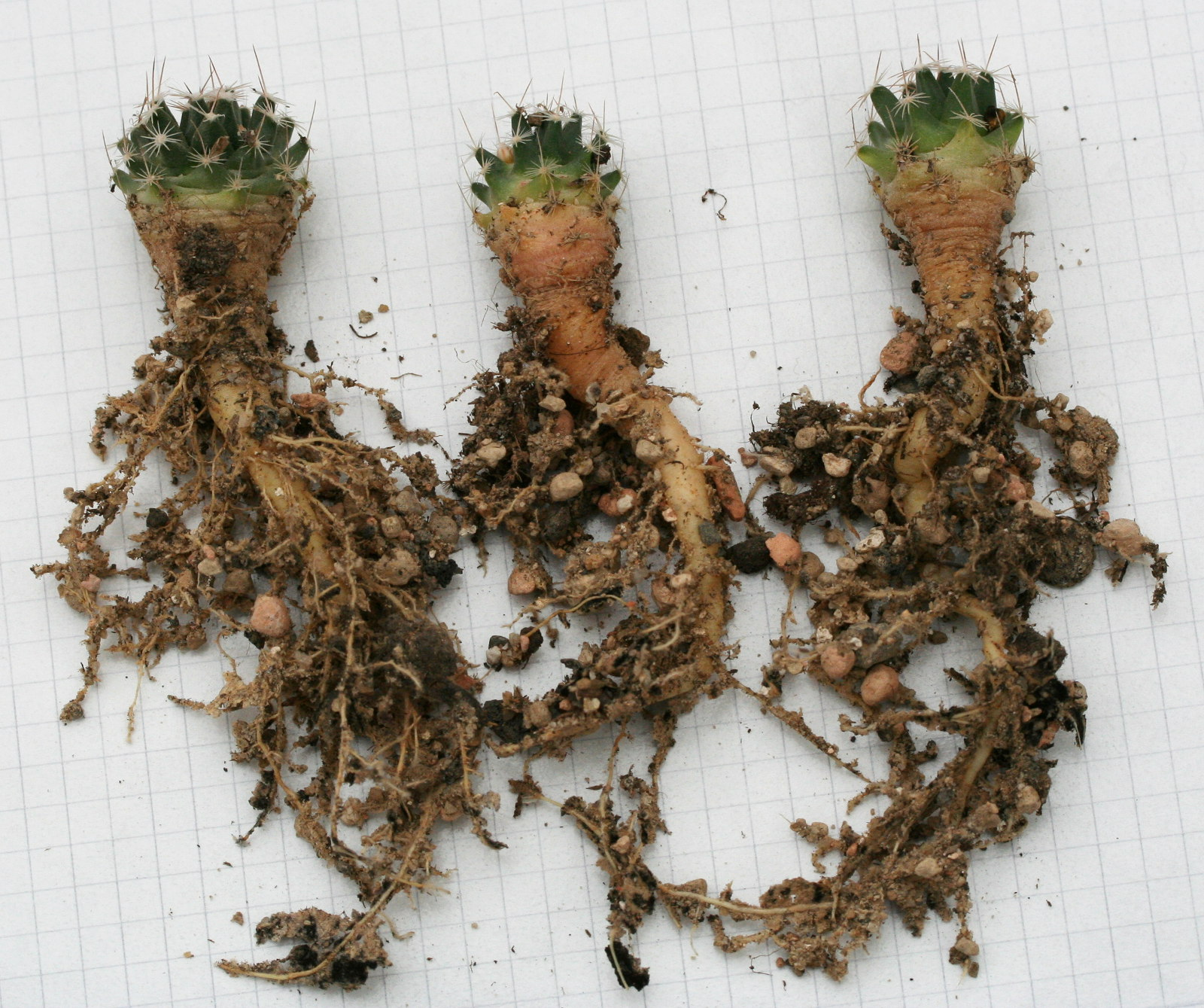